# أساليب الأيكيدو
على رغم أنّ فن الأيكيدو مختلف في العادة عن الفنون القتالية اليابانية الأخرى، توجد مجموعة متنوعة من الأساليب تُعرف في ضمن عائلة المنظمات الناشئة من تعليم موريهيه أويشيبا.

## أيكيدو ما قبل الحرب
في مرحلة ما قبل الحرب، الأيكيدو لا يزال بعد في التربص والتدريب ولم يُعلن عنه كفن مستقل من دايتو ريو أيكي جوجيتسو. مع ذلك، حقق بسرعة هوية خاصة به. ي عام 1942، داي نيبون بوتوكو كاي، في جهودها لتوحيد فنون القتال اليابانية، جاء فقي اتفاق مع ممثلي مدرسة أويشيبا أنّ اسم الأيكيدو سوف يستخدم لوصف شكل من اشكال الفن المستمدة جوجيتسو التي درسها أويشيبا.

## أيكيدو ما بعد الحرب ال40 سنة الأولى
في فترة ما بعد الحرب منظمة الأيكيكاي ترأسها عائلة أويشيبا وأصبحت المنظمة الأكثر نجاحا من حيث كثرة العدد والاهتمام من قبل الجمهور. مع ذلك، لم يكن الأول من وضع الأيكيدو إلى الصدارة في اليابان مباشرة في فترة ما بعد الحرب.